# Луїс Фахардо
Луїс Альфонсо Фахардо Посада (ісп. Luis Alfonso Fajardo Posada, нар. 18 червня 1963, Медельїн) — колумбійський футболіст, що грав на позиції півзахисника. Відомий за виступами в клубах «Атлетіко Насьйональ» та «Індепендьєнте Медельїн», а також у складі національної збірної Колумбії. Чемпіон Колумбії. Володар Кубка Лібертадорес 1989 року.

## Клубна кар'єра
Луїс Фахардо народився у 1963 році в місті Медельїн, та є вихованцем футбольної школи клубу «Атлетіко Насьйональ». Дорослу футбольну кар'єру розпочав у 1984 року в основній команді того ж клубу, в якому грав до 1992 року, взявши участь у 169 матчах чемпіонату. У складі «Атлетіко Насьйональ» у 1989 році Фахардо став володарем Кубка Лібертадорес, а в 1991 році став чемпіоном Колумбії. Протягом 1993 року грав у складі команди «Атлетіко Уїла».
У 1994 році Луїс Фахардо став гравцем клубу «Індепендьєнте Медельїн», за який грав до кінця 1995 року, після чого завершив виступи на футбольних полях.

## Виступи за збірну
У 1989 року Луїс Фахардо дебютував у складі національної збірної Колумбії. Наступного року Фахардо грав у складі збірної на чемпіонаті світу 1990 року в Італії, де колумбійська збірна вийшла до 1/8 фіналу. У 1990 році завершив кар'єру у збірній, загалом протягом виступів в національній команді провів у її формі 15 матчів, забивши 1 гол.

## Титули і досягнення
- Чемпіон Колумбії (1):

«Атлетіко Насьйональ»: 1991
- Володар Кубка Лібертадорес (1):

«Атлетіко Насьйональ»: 1989